# دریاچه کوش
دریاچه کوش (ترکی استانبولی: Kuş Gölü) یک دریاچه در استان بالیکسیر کشور ترکیه است.

## نگاه اجمالی
این دریاچه مکان مهمی برای تولید مثل پرندگان دریایی است. بیش از ۲۷۰ گونه پرنده در این دریاچه دیده شده است از جمله اردک سفید و فلامینگوی بزرگ.